# 捷穆埃·巴卡約科
捷穆埃·巴卡約科（法語：Tiémoué Bakayoko；1994年8月17日—），是一名具有科特迪亞血統的法國職業足球員，司職防守中場。現效力於希臘足球超級聯賽球隊PAOK。

## 球會生涯

### 雷恩
2013年，巴卡約科在對陣伊维恩時，首次為球隊在聯賽上陣，最終球隊作客以2比1勝出。

### 摩納哥
2014年8月40日，巴卡約科在對陣洛里昂時，首次代表摩納哥上陣，他於第32分鐘後備入替，但球隊在主場以1比2落敗。
2017年3月15日，巴卡約科在於歐洲對陣曼城時，以頭鎚頂進1球，攻入個人歐洲比賽首個入球，協助球隊在主場以3比1勝出，總比數為6比6，球隊最終憑着作客入球優惠制晉級。

### 切尔西
2017年7月15日，巴卡約科正式與切尔西簽約五年，轉會費約4,000萬鎊。加盟後，巴卡約科一直拿不出表現，防守位置感極差，發揮比由切尔西轉會至曼聯的大相逕庭，外間一致認為巴卡約科這宗交易是大水貨。
巴卡約科後來開始了他的外借生涯。
2023年6月16日，切尔西确认巴卡约科将在赛季结束后离开。

## 國家隊生涯
2017年3月，隨着因傷退隊，巴卡約科獲得法國國家足球隊首次徵召，列入對陣盧森堡國家足球隊和西班牙國家足球隊的大軍名單。在對陣西班牙隊時，他首次代表法國隊上陣，在主場以0比2落敗。

## 生涯統計

### 球會
截至2017年5月20日
| 球會     | 賽季        | 聯賽 | 聯賽 | 盃賽 | 盃賽 | 聯賽盃 | 聯賽盃 | 歐洲賽事 | 歐洲賽事 | 其他 | 其他 | 總計 | 總計 |
| 球會     | 賽季        | 出場 | 入球 | 出場 | 入球 | 出場   | 入球   | 出場     | 入球     | 出場 | 入球 | 出場 | 入球 |
| -------- | ----------- | ---- | ---- | ---- | ---- | ------ | ------ | -------- | -------- | ---- | ---- | ---- | ---- |
| 雷恩     | 2013-14賽季 | 24   | 1    | 3    | 0    | 1      | 0      | —        | —        | —    | —    | 28   | 1    |
| 雷恩     | 總計        | 24   | 1    | 3    | 0    | 1      | 0      | 0        | 0        | 0    | 0    | 28   | 1    |
| 摩納哥   | 2014-15賽季 | 12   | 0    | 1    | 0    | 2      | 0      | 3        | 0        | —    | —    | 18   | 0    |
| 摩納哥   | 2015-16賽季 | 19   | 1    | 2    | 1    | 1      | 0      | 1        | 0        | —    | —    | 23   | 2    |
| 摩納哥   | 2016-17賽季 | 32   | 2    | 1    | 0    | 4      | 0      | 14       | 1        | —    | —    | 51   | 3    |
| 摩納哥   | 總計        | 63   | 3    | 4    | 1    | 7      | 0      | 18       | 1        | 0    | 0    | 92   | 5    |
| 生涯總計 | 生涯總計    | 87   | 4    | 7    | 1    | 8      | 0      | 18       | 1        | 0    | 0    | 120  | 6    |

### 國家隊上陣次數
截至2017年3月28日
| 國家隊         | 年份 | 出場 | 入球 |
| -------------- | ---- | ---- | ---- |
| 法國國家足球隊 | 2017 | 1    | 0    |
| 總計           | 總計 | 1    | 0    |

## 榮譽
摩納哥
- 法國甲組足球聯賽：2016-17賽季[11]

車路士
- 英格蘭足總盃 冠軍：2017/2018

## 外部連結
- 足球数据库：捷穆埃·巴卡約科的球员统计数据
- Soccerway資料庫：捷穆埃·巴卡約科
- France profile （页面存档备份，存于） at FFF